# Hopper et le Secret de la marmotte
 (juillet 2025).
Si vous disposez d'ouvrages ou d'articles de référence ou si vous connaissez des sites web de qualité traitant du thème abordé ici, merci de compléter l'article en donnant les références utiles à sa vérifiabilité et en les liant à la section « Notes et références ».
Série Hopper
Hopper et le Hamster des ténèbres
(2022)
Pour plus de détails, voir Fiche technique et Distribution.
Hopper et le Secret de la marmotte (Chickenhare and the Secret of the Groundhog) est un film d'animation franco-américano-belge réalisé par Benjamin Mousquet et dont la sortie est prévue en 2025. Produit par nWave Pictures, il est écrit par Dave Collard et Chris Grine et produit par Matthieu Gondinet. Il fait suite au film Hopper et le Hamster des ténèbres, sorti en 2022. 

## Synopsis
Ayant fait de sa différence une force, Hopper explore le monde avec Meg, moufette experte en arts martiaux, et Archie, tortue sarcastique. Lorsqu’il découvre Gina, sa sœur, tout bascule : il n’est pas seul. Tiraillé entre loyauté et devoir, Hopper part en quête d’un pouvoir légendaire pour sauver les siens. Une aventure périlleuse à travers des mondes saisissants, où secrets et dilemmes s’entremêlent.

## Fiche technique
Sauf indication contraire, les informations mentionnées dans cette section peuvent être confirmées par les bases de données cinématographiques IMDb et Allociné,  présentes dans la section « Liens externes ».
- Titre original francophone : Hopper et le Secret de la marmotte
- Titre international anglophone : Chickenhare and the Secret of the Groundhog
- Réalisation : Benjamin Mousquet
- Scénario : Dave Collard, d'après l’œuvre de Chris Grine
- Sociétés de production : nWave Pictures et Octopolis
- Sociétés de distribution : SND (France)
- Pays de production :  France,  Belgique et  États-Unis
- Langue originale : français
- Genre : animation, aventures
- Dates de sortie :
  - France : 12 juin 2025 (première mondiale au festival international du film d'animation d'Annecy) 15 octobre 2025 (sortie nationale) [1]
  - États-Unis : 10 octobre 2025

## Distribution
- Thomas Solivérès : Hopper Chickenson[réf. nécessaire]
- Chloé Jouannet : Meg